# De Museumbende
De Museumbende was een Nederlands kinderprogramma van de AVRO, dat van 2002 tot 2009 werd uitgezonden op Z@PP. De presentator was Sipke Jan Bousema. In seizoen 2009 was de presentatie in handen van Ewout Genemans, onder andere bekend van ZOOP. In 2019 kwam het programma na 10 jaar weer terug met Klaas van der Eerden als nieuwe bendeleider. In een eenmalige special werd het Museum Rembrandthuis getest door De Museumbende.

## Opzet
In iedere aflevering testte een groepje van vier kinderen samen met de presentator/bendeleider een museum in Nederland. Dit gebeurde op een spannende en "geheime" manier. Immers, niemand mocht weten dat het museum wordt beoordeeld. Daarom deed de bende zich voor als bijvoorbeeld een groepje scholieren, een tekenclubje, een scoutinggroepje, etc. Ieder kind kreeg een beoordelingsfactor, zoals "bijzonder" of "leerzaam". Aan het einde van het programma kreeg het museum door middel van sterren een beoordeling. Eén ster betekende dat het museum niet "kindvriendelijk" is, vijf sterren (de maximale score) liet zien dat het een goed museum is.

## Seizoenen
- Seizoen 1 - Sipke Jan Bousema (2002)
- Seizoen 2 - Sipke Jan Bousema (2002 - 2003)
- Seizoen 3 - Sipke Jan Bousema (2003)
- Seizoen 4 - Sipke Jan Bousema (2004)
- Seizoen 5 - Sipke Jan Bousema (2005 - 2006)
- Seizoen 6 - Ewout Genemans (2009)
- Special - Klaas van der Eerden (2019)
- Special - Klaas van der Eerden (2021)